# 차정섭
차정섭(車政燮, 1951년 2월 2일 ~ )은 대한민국의 정치인이다. 제52대 경상남도 함안군수이다.

## 학력
- 이룡초등학교
- 칠성중학교
- 1966 ~ 1969 남지고등학교
- 1982 ~ 1986 한국방송통신대학교 행정학 학사
- 1986 ~ 1988 동국대학교 행정대학원 행정학 석사
- 1999 ~ 2002 명지대학교 대학원 교육학 박사

## 경력
- 2002.8 ~ 2007.8 중앙대학교 교육학과 겸임교수
- 2008.3 ~ 2008.6 보건복지부 아동청소년정책실 아동청소년복지정책관
- 2008.6 ~ 2011.6 한국청소년상담복지개발원 원장
- 2009.8 ~ 2012.7 한국간행물윤리위원회 위원
- 2011.9 ~ 2014.5 국제문화대학원대학교 교수
- 2012.8 여성가족부 청소년보호위원회 위원
- 2014.7 ~ 2018.6 제52대 민선 6기 경상남도 함안군수(초선, 자유한국당)

## 논란

### 특정경제가중처벌법상 뇌물 수수, 정치자금법 위반
차정섭 군수의 최측근 비서실장이 사업 편의를 봐주는 대가로 2014∼2016년 관내 일반산업단지 시행사와 장례식장·건설업체 대표 등 3명에게서 4억 원가량을 받은 의혹이 있고 이중 일부가 차정섭군수에게 흘러들어갔다는 의혹이 있어 경찰수사중에 있어 논란이 되고 있다. 뇌물을 건넨 3명 중 건설업체 대표도 차 군수 선거캠프 상황실장으로 활동하는 등 차 군수 최측근으로 꼽히는 인물인 점 등 의혹의 소지가 많으며 차정섭 군수의 비서실장은 구속된 상태이다. 2017년 4월 26일 창원지방법원에서 구속 영장이 발부되어 현재 구속 기소된 상태다. 2017년 7월 1일 특가법상 뇌물 수수, 정치자금법 위반 혐의로 추가 기소되었다. 2017년 9월 28일 창원지법에서 열린 1심에서 징역 9년에 벌금 5억 2000만 원, 추징금 3억 6000만 원이 선고되었다. 2018년 3월 28일 부산고법 창원재판부에서 열린 항소심, 2018년 6월 28일 대법원 상고심에서도 원심이 확정되어 군수직을 상실하였다.

## 역대 선거 결과
| 실시년도 | 선거      | 대수 | 직책 | 선거구      | 정당     | 득표수    | 득표율          | 순위 | 당락 | 비고           |
| -------- | --------- | ---- | ---- | ----------- | -------- | --------- | --------------- | ---- | ---- | -------------- |
| 2014년   | 지방 선거 | 52대 | 군수 | 경남 함안군 | 새누리당 | 18,457 표 | \| \| 50.53% \| | 1위  |      | 초선, 민선 6기 |
|          | 50.53%    |      |      |             |          |           |                 |      |      |                |